# Понситлан
Понситлан — муниципалитет в мексиканском штате Халиско, в регионе Сьенега. Является частью агломерации Окотлан.

## История
Понситлан был основан племенем нахаутлака, происходившим из Ацтлана, в период с 1166 по 1170 год.
В феврале 1530 года город был завоёван испанцами под предводительством Педро Альминдеса Чириноса. При крещении местный правитель получил имя Педро, а фамилию Понсе — от слова Ponzitlán. До прихода испанцев в Понситлане также жил правитель Чапалак. Из-за разногласий с Понсе он покинул этот город в 1510 году, взяв с собой большое количество семей, которые после странствий обосновались на территории нынешней Чапалы. В 1530 году Кристобаль де Оньяте был ранен в Куицео, когда пришел на помощь Нуньо де Гусману, который находился на грани гибели в битве с туземцами.
Согласно «Описанию Новой Галисии» Доминго Ласаро де Аррегуи, в XVII веке в юрисдикцию мэрии Пончитлана входили такие города, как Чинагуатенго (сегодня Ла-Барка), Ксамай, Куисео, Окотлан, Айо и Атотонилько, причем все они были доктриной[уточнить] августинских религиозных деятелей, проживавших в Окотлане. Тот же источник добавляет: «[…] индейцы этой юрисдикции почти все ловят рыбу в лагуне и реке, а по пятницам отвозят очень хорошую рыбу в город на продажу и на раздачу […]».
В 1817 году Сан-Себастьян Сантулапан был сожжен в отместку аборигенам, так как они подняли вооруженное восстание  против Фердинанда VII. В 1858 году произошла так называемая Война Камичинес. Мирамон, потерпев поражение от либеральных сил, прибыл в это место и снес дома камичинес, чтобы построить мост, который позволил ему бежать через Сантьяго.
С 1825 года здесь был городской совет; с 1825 по 1878 год он входил в 3-й кантон Ла-Барка, с 1878 по 1891 год — в 1-й кантон Гвадалахара, а с 1891 года — снова в 3-й кантон. Он был создан как муниципалитет декретом от 27 мая 1886 года, и в том же году, 5 октября, был упразднен. 21 февраля 1888 года декретом № 277 он во второй раз стал муниципалитетом.

## География
Муниципалитет граничит на севере с муниципалитетами Хуанакатлан, Сапотлан-дель-Рей и Окотлан; на востоке — с муниципалитетами Окотлан и Хамай; на юге — с озером Чапала; на западе — с муниципалитетами Чапала и Хуанакатлан.
Рельеф — холмистый (42 %), полухолмистый (3 %) и плоские участки (27 %).
Территория состоит из рельефа, относящегося к третичному периоду. В составе почв преобладают пелические вертисоли, в нижней части сочетающиеся с гаплицкими феоземами. В верхней части почвы относятся к типу Феозем с добавлением Андосол Молико и Вертисол Пелико. Территория муниципалитета составляет 67 261 га, из которых 19 162 га используются для сельскохозяйственных целей, 12 393 — для животноводства, 12 314 — для лесного хозяйства, 570 — для городских земель и 22 792 га — для других целей, использование которых не указано. Что касается собственности, то 48 465 га являются частными, 15 164 га — ехидными; 3 602 га — коммунальной собственностью. Тип собственности остальных гектаров не уточняется. На 30 гектарах вид собственности не указан.
На территории муниципалитета есть реки и ручьи, входящие в суббассейн озёр Чапала и реки Сантьяго (Верде-Атотонилько). Он относится к региону Лерма-Чапала-Сантьяго. К нему относятся такие ручьи, как Сан-Матео, Ла-Манга, Эль-Сальто, Эль-Тигре-де-Ибарра, Колорадо, Эль-Дьябло и Эль-Агилоте; источник — Агуа-Кальенте и плотина Ла-Тинаха.

## Флора и фауна
На территории муниципалитета в основном произрастают травы и низкие колючие растения.
Здесь обитают кролики, барсуки, койоты, скунсы, броненосцы, белохвостые олени, змеи разных видов и огромное разнообразие птиц. Пончитлан, заняв большую часть лагуны Чапала, становится одной из крупнейших и наиболее важных зон обитания перелетных птиц в стране.

## Климат
Климат полусухой, с сухими осенью, зимой и весной, и достаточно тёплый, без четко выраженной зимы. Среднегодовая температура составляет 20,3 °C, максимальная — 28,1 °C, минимальная — 12,6 °C. Среднее годовое количество осадков составляет 801,2 миллиметра. Среднегодовое количество холодных дней составляет 15,4. Преобладающие ветры дуют в разных направлениях, сохраняя одинаковую интенсивность. Последний снегопад был зафиксирован 13 декабря 1997 года с 7 до 10 часов утра.